# Flavobacterium
Flavobacterium — рід бактерій типу Bacteroidetes, представники якого коменсали риб та інколи патогени.

## Опис і значення
Flavobacteria — група бактерій-коменсалів і факультативних патогенів. Flavobacterium psychrophilum викликає хворобу печінки веселкової форелі і бактерійну хворобу холодної води. Flavobacteria — грам-негативні паличкоподібні аероби, 2-5 мкм завдовжки, 0,3-0,5 мкм у діаметрі, з огнутими або загостреними кінцями, формують жовті (від кремових до помаранчевих) колонії на агарі, споживають кілька полісахарідів, але не целюлозу, G+C вміст 32-37%, широко розповсюджуються в ґрунті та прісноводих середовищах.

## Структура генома
Зараз геноми Flavobacterium не відомі, але два проекти знаходяться в роботі. Один Flavobacterium sp. MED217, другий — Flavobacterium psychrophilum. Проте, проводилися мутаційні дослідження щоб краще зрозуміти генетичну систему бактеріального ковзання Flavobacterium johnsoniae. Було знайдено шість генів необхідних для роботи цього механізму, gldA, gldB, gldD, gldF, gldG і ftsX. Мутанти gldH мали дефекти у пересуванні та формували колонії, що нерозгортаються.

## Структура клітини і метаболізм
Flavobacterium johnsoniae дуже швидко рухаються за допомогою бактеріального ковзання, використовуючи невідомий механізм. Індивідуальні клітини можуть рухатися зі швидкостю до 10 мкм на сек (McBride 2003).

## Екологія
Flavobacteria — звичайно коменсали, які живуть в ґрунті і прісній воді, деякі види — факультативні патогени. Вони можуть бути знайдені у воді і ґрунті в багатьох областях по всьому світу.

## Патологія

Веселкова форель заражена Flavobacterium psychrophilum.

Flavobacterium psychrophilum викликає небезпечну хворобу у риб, особливо у веселковій форелі (Oncorhynchus mykiss), яку вирощують на рибних фермах всюди у світі. Хвороба може передаватися через воду і безпосередньо при контакті з хворими рибами. За минулі десять років в багатьох частинах в Європі, хвороби веселкової форелі викликані F. psychrophilum стали найсерйознішими бактерійними рибними хворобами. Хоча ці хвороба можуть бути вилікувані антимікробними ліками або хімічними лікувальними ваннами, загалом такі ліки не використовуються по причині шкідливого впливу на довкілля. Зараз, дослідники намагаються створити вакцину проти F. psychromphilum, яка не буде мати такого шкідливого впливу на довкілля. Нещодавно з'явився новий шлях виявити хворобу через процес ланцюгової полімеразної реакції (PCR) на області 16S-23S рРНК F. psychrophilum.